# Alexander Petrowitsch Obolenski
Fürst Alexander Petrowitsch Obolenski (russisch Александр Петрович Оболенский; * 31. Dezember 1780; † 18. April 1855) war ein russischer Offizier und Politiker.

## Leben und familiäres Umfeld
Alexander Petrowitsch Obolenski gehörte zur I. Linie seines von Rjurik, dem warägischen Gründer des russischen Reiches, abstammenden Fürstenhauses. Er wurde am 31. Dezember 1780 geboren. Sein Vater war der kaiserlich russische Hofrat Fürst Peter Alexandrowitsch Obolenski (1742–1822), seine Mutter war Prinzessin Jekaterina Andrejewna Wjasemskaja (1731–1811). Er starb am 18. April 1855. Er war zweimal verheiratet; in erster Ehe seit dem 4. April 1809 mit Agrafena Neledinskaja-Melezkaja (1789–1829), in zweiter Ehe mit seiner Cousine Prinzessin Natalija Obolenskaja.

## Militärische und politische Laufbahn
Obolenski wurde zunächst Offizier. Er trat in das vornehme russische Leibgarde-Dragoner-Regiment ein und avancierte schnell. 1807 war er Offizier dieses Regiments. Im Feldzug gegen Napoleon war er 1813 Oberst im Bjelorussischen Regiment. Hierbei zeichnete er sich so aus, dass er von dem preußischen Generalleutnant Friedrich Wilhelm von Bülow (mit anderen russischen Offizieren) für die Verleihung des Ordens Pour le Mérite vorgeschlagen wurde. Der preußische König Friedrich Wilhelm III. folgte diesem Vorschlag  und verlieh Obolenski diesen Orden am 8. Dezember 1813. In der Allerhöchsten Kabinettsorder des Königs an von Bülow heißt es hierzu:  ,....Ich übersende Ihnen anliegend die Nachweisung, was für Orden Ich den Kaiserl. russ. Offizieren verliehen habe, welche sich bei Ihrem Korps ausgezeichnet haben....den p.l.m. für A.P. Fürst Obolensky...'.
Nach den Koalitionskriegen begann Alexander Obolenski eine zivile Karriere. Er wurde 1825 Gouverneur von Kaluga, 1831 Senator und 1849 Wirklicher Geheimrat. Schon 1813 hatte er für seine Dienste den preußischen Roten Adlerorden erhalten und war zudem zum Ritter des russischen Orden des Heiligen Georg ernannt worden.